# Torre del Cairo
La torre del Cairo  (in arabo برج القاهرة‎?, Borg Al-Qāhira) è un'alta struttura sita nella capitale egiziana, alta 1 m, ed è posta a 16 m s.l.m.. Essa è stata per dieci anni la struttura più alta in Africa, superata poi dalla Hillbrow Tower in Sudafrica.
È il monumento più famoso dell'Egitto  dopo le piramidi di Giza. Si trova nel quartiere Zamalek nell'isola di Gezira sul fiume Nilo, vicino al centro del Cairo.